# Fernando Ayala
Fernando Ayala (Gualeguay, Argentina, 2 de juliol de 1920 – Buenos Aires, Argentina, 11 de setembre de 1997) fva ser un director, guionista i productor de cinema argentí. Va ser un dels més prestigiosos realitzadors i productors de la seva generació, i va fundar al costat de Héctor Olivera la productora de cinema més famosa del país, Aries Cinematográfica Argentina, de la qual va ser president des de 1956 fins a la seva mort en 1997. Va rebre el Premi Konex en 1981 i va repetir en 1991.
Va ser un dels fundadors de l'entitat Directores Argentinos Cinematográficos el 1958.

## Trajectòria
Inicialment, Ayala s'inscriu dins de la generació renovadora que, des de mitjan anys 1950, aconsegueix imposar-se al cinema argentí enfront del populisme predominant de l'etapa anterior al costat de Leopoldo Torre Nilsson, Leonardo Favio, etc., amb un cinema més social i realista (a vegades fins i tot de denúncia), deixant a un costat l'èpica (La guerra gaucha, 1942 de Lucas Demare) o el neorealisme militant (Prisioneros de la tierra, 1939 de Mario Soffici) del millor cinema argentí d'antany.
Amb els seus dos primers films (Ayer fue primavera y Tallos amargos) sorprèn el públic del seu país. Cinema intimista i personal, gens usual en el context cinematogràfic llatí del moment però, alhora, no tan diferent en essència amb els cinemes en alça en aquells dies (Lima Barreto al Brasil, Luis Buñuel a Mèxic, Tomás Gutiérrez Alea a Cuba). La revelació internacional del director es produeix amb el seu tercer film, El jefe, on els valors peronistes i la societat en general són disseccionats a la perfecció en un to que s'acull al gènere negre clàssic però aportant innovació en el seu tractament. Tant est, com El candidato (1959), suposen la recuperació de la cinematografia argentina de cara al mercat internacional.
Els anys 1960 són més desconeguts per a cinèfils i públic en general ja que, amb alguna excepció, el seu cinema no s'exporta a l'estranger. Tan sols una coproducció amb Espanya es veu en alguns països (María y la otra, 1967). En els 70, i considerat com l'avançada del cinema que irromp a l'Argentina del moment, estrena Argentino hasta la muerte (1971), camb Héctor Alterio liderant una nova generació d'actors, guionistes i directors disposats a recompondre el país enmig dels últims espertenecs de la dictadura d'Onganía, i a denunciar els excessos sociopolítics d'aquest, que aconsegueix un ampli ressò a tot el món: un exemple indefugible és La Patagonia rebelde, d'Héctor Olivera, que aconsegueix en 1974 l'Os d'Or al Festival Internacional de Cinema de Berlín.
Més endavant, Ayala es bolca a un cinema més petit i basat en les interpretacions de qualitat, sense renunciar a la denúncia social de cada moment: "Desde el abismo" en 1979, Pasajeros de una pesadilla el 1984 o Dios los cría, el seu últim film, en 1991. La cinefília i la sordidesa de la pròpia família van ser uns altres dels seus temes coneguts en la seva última etapa, amb Plata dulce i El arreglo com a clars exemples.

## Temàtica LGBT
En la dècada de 1950, Ayala va iniciar una la relació sexe-amorosa mantinguda en secret amb Héctor Olivera. Junts van fundar en 1956 la productora Aries Cinematográfica Argentina i van realitzar gran quantitat de pel·lícules amb temàtiques o escenes LGBT+. Entre elles es troben El jefe (1958), en el qual una patuleia d'homes li pinta forçadament pit a un altre home, per no tenir els seus mateixos codis de virilitat;; Huis Clos (A puerta cerrada) (1962), que protagonitza una dona lesbiana el desig de la qual no es deté ni amb la mort i que per la seva temàtica es va tornar una pel·lícula maleïda. En 1963 realitzen Primero yo, el títol alternatiu del qual va ser Machito, sobre un fill que desitja ser ballarí i ha d'enfrontar l'oposició del seu pare, on retrata la comunitat LGBT+ relacionada amb les arts i la dansa de Buenos Aires, «sense caricatura, sense burla, per primera vegada al cinema argentí».
El 1975 van produir la pel·lícula Mi novia el travesti, dirigida per Enrique Cahen Salaberry i protagonitzada per Alberto Olmedo, que va sofrir la censura en ser reemplaçat l'actor transformista Jorge Pérez Evelyn per Susana Giménez, modificat el títol per Mi novia el..., i eliminant el final LGBT+ original per un altre heterosexual, amb l'argument oficial que "a l'Argentina no existeix el travestisme”. La pel·lícula formava part d'un gènere de la picardia argentina sorgit en aquests anys que promovia Ayala i Olivera, que els permetia incloure gran quantitat de personatges LGBT+, «i si bé es poden jutjar moltes d'elles amb una dimensió ofensiva, hi ha unes certes desviacions valuoses». Aquest mateix any van estrenar també la pel·lícula El muerto, prenent com a base el conte homònim de Borges de 1946, una de les primeres obres de la literatura argentina relacionades amb la temàtica LGBT+.
El 1991 Ayala estrena la seva última pel·lícula Dios los cría, considerada com «una mena de testament queer», l protagonista del qual és un home homosexual que freqüenta una disc LGBT+. Fins llavors el cinema argentí sol havia mostrat persones homosexuals sense vida social, però en aquesta obra Ayala i Olivera «van crear un sentit de comunitat LGBTIQ com mai abans s'havia vist».

## Vida personal
En 2021 el productor Héctor Olivera develo en el seu llibre autobiogràfic "Fabricante de sueños" que durant alguns anys Fernando Ayala i Olivera van ser amants.

## Filmografia

### Director
- Dios los cría (1991)
- El año del conejo (1987)
- Sobredosis (1986)
- Pasajeros de una pesadilla (1984)
- El arreglo (1983)
- Plata dulce (1982)
- Abierto día y noche (1981)
- Días de ilusión (1980)
- Desde el abismo (1979)
- Los médicos (1978)
- El canto cuenta su historia (1976)
- Triángulo de cuatro (1975)
- Argentinísima II (1973)
- Argentinísima (1972)
- El profesor tirabombas (1972)
- Argentino hasta la muerte (1971)
- La gran ruta (1971)
- La guita (1970)
- El profesor patagónico (1970)
- La fiaca (1969)
- El profesor hippie (1969)
- En mi casa mando yo (1968)
- Cuando los hombres hablan de mujeres (1967)
- Las locas del conventillo (María y la otra) (1966)
- Hotel alojamiento (1966)
- Con gusto a rabia (1965)
- Viaje de una noche de verano (1965)
- Primero yo (1964)
- La industria del matrimonio (1964)
- Paula cautiva (1963)
- Sábado a la noche, cine (1960)
- El candidato (1959)
- El jefe (1958)
- Una viuda difícil (1957)
- Los tallos amargos (1956)
- Ayer fue primavera (1955)

### Assistent de direcció
- Más fuerte que el amor (1955)
- Dock Sud (1953)
- La voz de mi ciudad (1953)
- Sala de guardia (1952)
- La melodía perdida (1952)
- Piantadino (1950)
- Esperanza (1949)
- El barco sale a las diez (1948)
- Milagro de amor (1946)
- Cristina (1946)
- Deshojando margaritas (1946)
- Allá en el setenta y tantos (1945)
- Mi novia es un fantasma (1944)
- El espejo (1943) dir. Francisco Mugica
- La guerra la gano yo (1943)
- El viaje (1942)

### Guionista
- Dios los cría (1991)
- Desde el abismo (1980)
- Los médicos (1978)
- Cacique Bandeira (1975)
- La Patagonia rebelde (1974)
- Argentino hasta la muerte (1971)
- La fiaca (1969)
- Con gusto a rabia (1965)
- Paula cautiva (1963)
- Sábado a la noche, cine (1960)
- El candidato (1959)
- El jefe (1958)

### Actor
- La nona (1979) ... Juez de Paz

### Director supervisor
- No Exit (A puerta cerrada) (1962)[5]
- Huis Clos (A puerta cerrada) (1962)[5]

### Productor
- El jefe (1958)
- El candidato (1959)
- Sábado a la noche, cine (1960)
- No Exit (A puerta cerrada)  Inédita (1962)
- Huis Clos (A puerta cerrada)  (1962)
- Paula cautiva (1963)
- Con gusto a rabia (1964)
- Primero yo (1964)
- Hotel alojamiento (1966)
- Cuando los hombres hablan de mujeres (1967)
- En mi casa mando yo (1968)
- Psexoanálisis (1968)
- El profesor hippie (1969)
- La guita (1970)
- El profesor patagónico (1970)
- La gran ruta (1971)
- Argentino hasta la muerte (1971)
- Los neuróticos (1971)
- Argentinísima (1971)
- El profesor tirabombas (1972)
- Hasta que se ponga el sol (1973)
- Argentinísima II (1973)
- La Patagonia rebelde (1974)
- Triángulo de cuatro (1975)
- El muerto (1975)
- El canto cuenta su historia (1976)
- Los médicos (1978)
- La nona (1979)
- La playa del amor (1979)
- Los éxitos del amor (1979)
- La carpa del amor (1979)
- Días de ilusión (1980)
- Desde el abismo (1980)
- La discoteca del amor (1980)
- Las vacaciones del amor (1981)
- Los viernes de la eternidad (1981)
- Plata dulce (1982)
- Buenos Aires Rock (1983)
- El arreglo (1983)
- No habrá más penas ni olvido (1983)
- Pasajeros de una pesadilla (1984)
- La muerte blanca (1985)
- La noche de los lápices (1986)
- Sobredosis (1986)
- El caso María Soledad (1993)

## Premis

### Premi Cóndor de Plata
| Any  | Categoria       | Treball                   | Resultat  |
| ---- | --------------- | ------------------------- | --------- |
| 1956 | Millor director | Ayer fue primavera        | Guanyador |
| 1957 | Millor director | Los tallos amargos        | Guanyador |
| 1959 | Mejor director  | El jefe                   | Guanyador |
| 1972 | Mejor director  | Argentino hasta la muerte | Guanyador |

### Festival de Canes
| Any  | Categoria  | Treball    | Resultat |
| ---- | ---------- | ---------- | -------- |
| 1964 | Palma d'Or | Primero yo | Nominat  |